# U.S. Pro Indoor 1997 - Qualificazioni doppio
Le qualificazioni del doppio  dell'U.S. Pro Indoor 1997 sono state un torneo di tennis preliminare per accedere alla fase finale della manifestazione. I vincitori dell'ultimo turno sono entrati di diritto nel tabellone principale. In caso di ritiro di uno o più giocatori aventi diritto a questi sono subentrati i lucky loser, ossia i giocatori che hanno perso nell'ultimo turno ma che avevano una classifica più alta rispetto agli altri partecipanti che avevano comunque perso nel turno finale.
Le qualificazioni del doppio del torneo U.S. Pro Indoor 1997 prevedevano 4 coppie partecipanti di cui una è entrata nel tabellone principale.

## Teste di serie
1. Kent Kinnear /  Dave Randall (primo turno)

1. Pat Cash /  Jack Waite (ultimo turno)

## Qualificati
1. Javier Frana  /   Nicolás Pereira

## Tabellone

### Legenda
| - Q = Qualificato - WC = Wild card - LL = Lucky loser | - ALT = Alternate - SE = Special Exempt - PR = Protected Ranking | - w/o = Walkover - r = Ritirato - d = Squalificato |

|  | Primo turno | Primo turno                     | Primo turno                     | Primo turno | Primo turno |  |  | Ultimo turno | Ultimo turno                 | Ultimo turno                 | Ultimo turno | Ultimo turno |  |
|  |             |                                 |                                 |             |             |  |  |              |                              |                              |              |              |  |
|  |             | Javier Frana Nicolás Pereira    | Javier Frana Nicolás Pereira    | 6           | 7           |  |  |              |                              |                              |              |              |  |
|  | 1           | Kent Kinnear Dave Randall       | Kent Kinnear Dave Randall       | 4           | 6           |  |  |              | Javier Frana Nicolás Pereira | Javier Frana Nicolás Pereira | 6            | 6            |  |
|  | 2           | Pat Cash Jack Waite             | Pat Cash Jack Waite             | 7           | 6           |  |  | 2            | Pat Cash Jack Waite          | Pat Cash Jack Waite          | 2            | 4            |  |
|  |             | David DiLucia Jocelyn Robichaud | David DiLucia Jocelyn Robichaud | 6           | 3           |  |  |              |                              |                              |              |              |  |